# Crioablación
La crioablación es un tipo de ablación térmica que es utilizada en el tratamiento de diferentes tipos de tumores cancerosos.
La ablación implica el uso de productos químicos o energía térmica suministrada directamente al tumor para lograr la necrosis. Los tipos de ablación térmica disponibles son hipertermia [ablación por radiofrecuencia (RFA), ablación por microondas (MWA) y ablación láser] e hipotérmica (crioablación).
La crioablación se ha realizado quirúrgicamente desde principios de la década de 1960 y, más recientemente, de forma percutánea para tumores de hígado, mama, próstata, renales, musculoesqueléticos y pancreáticos. La clave de la crioablación es producir temperaturas lo suficientemente bajas como para causar necrosis en el tumor, evitando al mismo tiempo condiciones letales en el tejido periférico sano. Funciona mediante dos mecanismos principales: (i) a nivel celular, a través de la variación de solutos y formación de hielo intracelular, y (ii) a nivel vascular, lo que resulta en trombosis y necrosis coagulativa e isquémica posterior. Las principales ventajas de la crioablación en comparación con otros métodos de ablación térmica son el control visual preciso de la bola de hielo con tomografía computarizada y resonancia magnética; la capacidad de insertar hasta 20 sondas simultáneamente, con diferentes tipos de criosondas disponibles, dando como resultado diferentes volúmenes y formas de la bola de hielo; y propiedades anestésicas intrínsecas tales que sólo se requiere una sedación suave o un anestésico local. La visualización de la bola de hielo aumenta la seguridad y la precisión y, según se informa, el procedimiento es menos doloroso en comparación con la ablación por radiofrecuencia o microondas. Otra ventaja de la crioablación es la compatibilidad de la técnica con las imágenes de resonancia magnética. Cuando el tumor se visualiza solo en la resonancia magnética o se demuestra mejor en la resonancia magnética, la ablación se puede realizar bajo la guía de la imagen de resonancia magnética en tiempo real [2].
Este procedimiento es una opción de tratamiento eficaz para los pacientes que podrían tener dificultades durante la cirugía. Todo el procedimiento es muy rápido y normalmente se completa dentro de una a tres horas.
Para el tratamiento de tumores en:
- Riñón
- Próstata
- Mama
- Hueso[1]
- Pulmón
- Hígado

La crioablación puede ser utilizada por médicos especialistas como:
- Urólogos
- Radiólogos intervencionistas
- Hepatólogos
- Oncólogos
- Cirujanos especialistas
- Ortopedistas